# Honoré-Gaspard de Coriolis
Pour les personnes ayant le même patronyme, voir Coriolis.
Honoré-Gaspard de Coriolis, dit l'« Abbé de Coriolis », né à Aix-en-Provence le 8 mai 1735, et mort à Paris le 14 mai 1824, est un homme d'église, juriste et historien français.
C'est l'oncle du savant Gaspard-Gustave de Coriolis (un des frères aînés de son père Jean-Baptiste Elzéar).

## Biographie
Honoré-Gaspard de Coriolis naît le 8 mai 1735 à Aix, (auj. Aix-en-Provence). Il est le fils aîné de Joseph-Édouard de Coriolis, né en 1702 et conseiller au parlement d'Aix à sa mort en 1768, et d'Anne-Marie-Cécile de Blancard. Il a trois frères : Édouard-Laurent (1745-1806), Gabriel (1750-1832) et Elzéar (1754-1811).
Coriolis entre dans la Compagnie de Jésus. À la suite de la dispersion des jésuites, il achète une charge de conseiller à la chambre des comptes et y est reçu le 7 octobre 1771. De 1771 à 1773, il est membre du grand-bailliage d'Aix. Par la suite, il devient chanoine du chapitre cathédral de Notre-Dame de Paris. Il meurt en 1824.
Au cours de sa carrière, il exerce les fonctions suivantes :
- Conseiller-clerc à la chambre des comptes de Provence ;
- Vicaire-général de l'évêque de Mende ;
- Chanoine du chapitre et maître des cérémonies de Notre-Dame de Paris, cathédrale de l'archidiocèse de Paris.

## Publications
- Traité sur l'administration du comté de Provence, Aix-en-Provence, Impr. de Vve A. Adibert, 1786-1788, 3 vol., in-4° 1786, tome 1, 1787, tome 2, 1788,  tome 3
- Dissertation sur les états de Provence, Aix-en-Provence, Remondet-Aubin, 1867, In-4°, VII-324-CXXVIII p. (lire en ligne)